# Denise Michele
Denise Michele (a veces acreditada como Denise Kellogg; San Francisco, California, 12 de junio de 1953) es una exmodelo estadounidense que fue Playmate del Mes para la revista Playboy en abril de 1976.
Sucesión fotográfica paraPlayboy fue realizada por Ken Marcus. También ha aparecido en gran número de vídeos de Playboy.
Aparece en la portada del álbum de Robert Palmer Some People Can Do What They Like (1976), jugando al strip poker con Palmer. 
Se casó con el director de cine estadounidense David Kellogg. Tienen dos chicos y una chica y residen en Hidden Hills, California.
Alguno de sus papeles menores en películas incluyen Tai-Pan, una película de 1986 basada en la segunda novela en James Clavell  Saga asiática, y trabajo de doble especialista en Big Trouble in Little China, una película de acción de 1986, dirigida por John Carpenter. Michele también ha aparecido en la película para televisión Three on a Date en 1978 y Los Jeffersons en 1985.